# Madagaszkár (film)
A Madagaszkár (eredeti cím: Madagascar) 2005-ben bemutatott amerikai 3D-s számítógépes animációs kalandfilm-vígjáték, amely a 10. DreamWorks-film és a Madagaszkár-filmtrilógia első része. Az animációs játékfilm rendezője Eric Darnell és Tom McGrath, producerei Mierille Soria és Teresa Cheng. A forgatókönyvet Mark Burton, Billy Frolick, Eric Darnell és Tom McGrath írta, a zenéjét Hans Zimmer szerezte. A mozifilm a DreamWorks Animation és a Pacific Data Images gyártásában készült, és ugyancsak a DreamWorks Pictures forgalmazásában jelent meg.
Amerikában 2005. május 27-én, Magyarországon 2005. június 9-én mutatták be a mozikban.

## Rövid történet
Négy állatkerti állat egy félreértés miatt visszakerül a vadonba.

## Cselekmény
|  | Alább a cselekmény részletei következnek! |

Alex, Marty, Melman és Gloria a New York-i Central Park Zoo lakói. Egy nap Marty szemtanúja lesz négy, magukat akcióhősnek képzelő pingvin szökési kísérletének, és a fejébe veszi, hogy ő is megszökik. Három barátja a nyomába ered, míg végül a Grand Central Terminalon utolérik. Itt találnak rájuk a gondozók, és visszaviszik őket az állatkertbe.
Ám az állatvédők a szökési kísérletet úgy értelmezik, hogy az állatok vissza akarnak térni a vadonba. Így aztán hőseink hamarosan egy hajón találják magukat, amely Afrika felé tart. A pingvinek itt is megszöknek, és eltérítik a hajót az Antarktisz felé. Alexék ládája a tengerbe zuhan, és Madagaszkár szigetén ér partot.
A városi állatok először azt hiszik, a San Diegó-i állatkertbe vitték őket, mígnem összetalálkoznak a helyi lakosokkal, a makikkal, akik felvilágosítják őket, hogy ez bizony a Vadon. Marty boldog, hogy teljesült a kívánsága, Alex ezzel szemben eleinte haza akar jutni. Később mégis megbékél az új helyzettel.
Új probléma merül azonban fel, mikor Alex ragadozó ösztönei felébrednek. Az oroszlán rátámad a barátaira, és először nem érti, miért tette, míg a makik fel nem világosítják, hogy ő ragadozó. Alex visszavonul a sziget egy magányos szegletébe.
A pingvinek hajója mindeközben kifut Madagaszkár partjaira. Marty-ék úgy határoznak, hazatérnek New Yorkba, ezért elindulnak megkeresni Alexet, azonban megtámadják őket a vérengző fosszák. Szerencsére Alex ráébred, hogy a barátai fontosak neki, és elüldözi a fosszákat. A film végén a makik hatalmas bulit csapnak, Alex a pingvinek jóvoltából rájön, hogy jobban szereti a halat, mint a húst. Ezután a négy barát felszáll a hajóra, de a pingvinek nem szólnak nekik, hogy kifogyott az üzemanyag.
|  | Itt a vége a cselekmény részletezésének! |

## Szereplők
| Szereplő | Eredeti hang           | Magyar hang           | Fajtája           |
| --- | ---------------------- | --------------------- | ----------------- |
| Alex | Ben Stiller            | Zámbori Soma          | oroszlán          |
| Marty | Chris Rock             | Molnár Levente        | zebra             |
| Melman | David Schwimmer        | Seder Gábor           | zsiráf            |
| Gloria | Jada Pinkett Smith     | Liptai Claudia        | víziló            |
| Julien király | Sacha Baron Cohen      | Galbenisz Tomasz      | gyűrűsfarkú maki  |
| Maurice | Cedric the Entertainer | Beregi Péter          | véznaujjú maki    |
| Mort | Andy Richter           | Arany Tamás           | egérmaki          |
| Willie | Cody Cameron           | Németh Gábor          | arany bambuszmaki |
| Mason | Conrad Vernon          | Berzsenyi Zoltán      | csimpánz          |
| Rendőrségi ló | David Cowgill          | Harmath Imre          | ló                |
| Közlegény | Christopher Knights    | Katona Zoltán         | pingvin           |
| Kowalski | Chris Miller           | Kerekes József        | pingvin           |
| Rico | John DiMaggio          | Saját hangján         | pingvin           |
| Kapitány | Tom McGrath            | Reviczky Gábor        | pingvin           |
| Pánikoló férfi a metrón | Tom McGrath            | Lukácsi József        | ember             |
| Rendőrtiszt (aki a lovon ült) | Stephen Apostolina     | Juhász György         | ember             |
| Idős hölgy (aki a táskájával verte Alex-et) | Elisa Gabrielli        | Várnagy Katalin       | ember             |
| Híradós riporter | Devika Parikh          | Téglás Judit          | ember             |
| Metró-hangosbemondó | Eric Darnell           | Szalóczy Pál          | ember             |
| Állatkerti hangosbemondó | Eric Darnell           | Orosz István          | ember             |
| Makik | Eric Darnell           | Bede-Fazekas Szabolcs | makifélék         |
| Makik | David P. Smith         | Kapácsy Miklós        | makifélék         |
| Pók | David P. Smith         | Szokol Péter          | pók               |
| További magyar hangok: Albert Péter, Bácskai János, Bauer Eszter, Bolla Róbert, Bozai József, Csizmadia Gergely, Faragó András, Fehér Péter, Garai Róbert, Garamszegi Gábor, Haagen Imre, Holl Nándor, Jantyik Csaba, Jelinek Márk, Kajtár Róbert, Kossuth Gábor, Láng Balázs, Magyar Bálint, Martin Adél, Matus Gábor, Morvay Gábor, Papucsek Vilmos, Péterfai Tamás, Presits Tamás, Rékai Nándor, Szakos Viktória, Tamási Nikolett, Tóth Zoltán, Ungvári Gergely, Ungvári Zsófi, Végh Ferenc |                        |                       |                   |

## Érdekességek
- A film rendezői, Eric Darnell és Tom McGrath is szinkronizálnak pár apróbb szereplőt a filmben: Darnell az állatkerti hangosbemondó, míg McGrath többek között Kapitány, a pingvin szerepében jelenik meg.
- A film számos más filmre tartalmaz utalást, például a Tarzan, Az oroszlánkirály, A majmok bolygója, az Amerikai szépség, a Tűzszekerek, a Számkivetett és a Shrek című alkotásokra.
- A film főcímdala, a "Riszálom úgyis, úgyis" egy 1994-es Reel 2 Real szám feldolgozása, amelynek a magyar szövegét Speier Dávid írta.
- A négy pingvin visszatér a A Madagaszkár-pingvinek és a karácsonyi küldetés című rövidfilmben, melyben pár másodpercben a négy főszereplő is felbukkan, valamint az Alexre támadó öreg hölgy a központi pályaudvarról.
- Amikor Alex egy dombról leesik különböző fajta növényeken keresztül, akkor egy Saguaro kaktuszon is átesik, pedig Madagaszkáron nem találhatóak Saguaro kaktuszok.
- Amikor Marty, Gloria és Melman Alex elől menekülnek, akkor egy zöld kolibrit megesz egy húsevő növény. Madagaszkáron nem élnek kolibrik.
- Mikor Alex nem találja Marty-ékat és egyedül bolyong a tengerparton és ismétli Melman, Gloria és Marty nevét, közben néhány hírességet is említ eszmefuttatásában, pl.: Rémusz bácsi, Szamár (Shrek), Fiona hercegnő és Shrek.
- Amikor Marty a két delfinen szörfözve érkezik Madagaszkárra, közben a Hawaii Five-O bevezetőjének zenéje hallható. Egyébiránt a zene a Mr. Bean nyaral című filmben is megjelenik.
- Mikor Alex, Melman és Gloria megépítik a Szabadság-szobor másolatát, eközben Marty jobb házat épít, Alex féltékeny lesz és egy labdának, aki a szobornál van (rajta egy emberi fej ráfestve) gorombán rászól: „Fogd be golyófej!”. A labda egy utalás Robert Zemeckis filmjére a Számkivetett-re, amiben egy ugyanilyen labda van, Wilson.
- A Tarzan című filmre két utalás is látható: amikor a film elején Marty egy liánon leng, majd később, amikor Madagaszkáron Marty és Melman leng egy liánon, mert üldözik őket a fosszák.
- A film Madagaszkár 2. című folytatását 2008. november 6-án mutatták be a mozikban.